# Marmosops incanus
Marmosops incanus là một loài động vật có vú trong họ Didelphidae, bộ Didelphimorphia. Loài này được Lund mô tả năm 1840.

## Hình ảnh

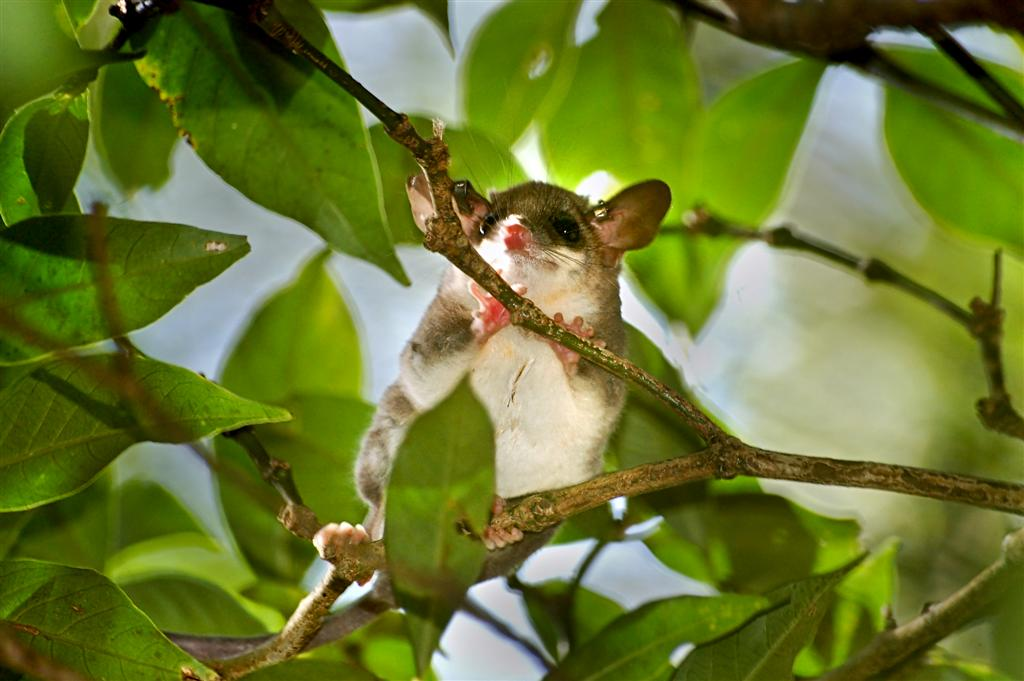
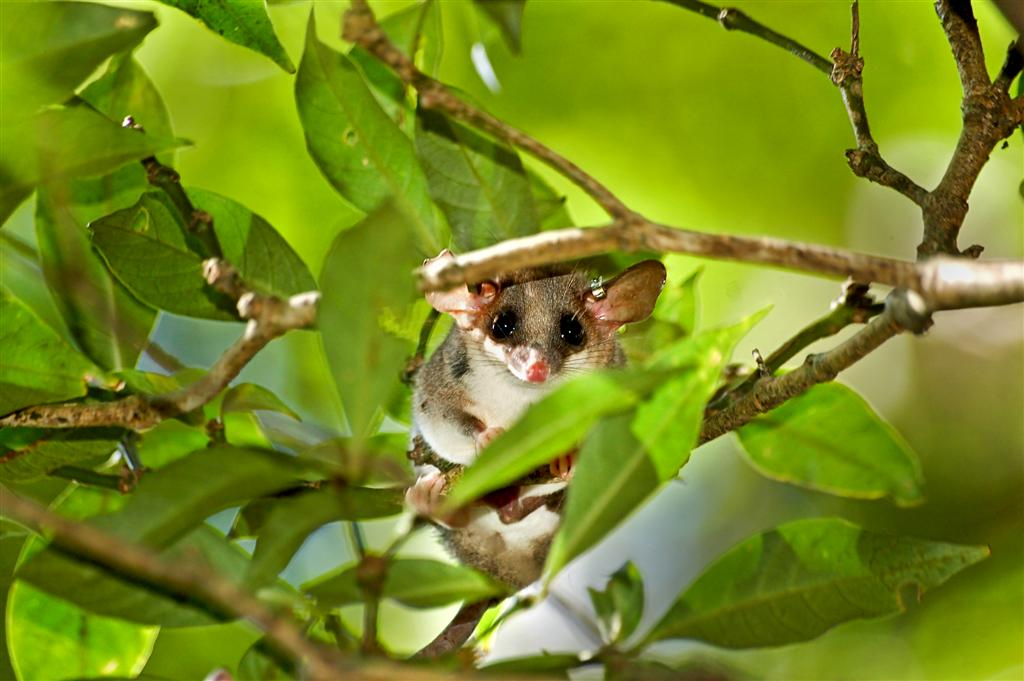